# Jamie Oliver
James Trevor 'Jamie' Oliver, britanski kuhar in medijska osebnost, * 27. maj 1975, Essex, Združeno kraljestvo.
Zaslovel je z oddajo Kuhinja do nazga in množico kuharskih knjig, zdaj pa se ukvarja s promocijo zdrave prehrane ter vzrejo živali na human način.